# Green Bay Packers 1985
La stagione 1985 dei Green Bay Packers è stata la 65ª della franchigia nella National Football League. Sotto la direzione del capo-allenatore al secondo anno Forrest Gregg, la squadra terminò con un record di 8-8 per il terzo anno consecutivo, chiudendo seconda nella Central Division. 

## Roster
| Roster dei Green Bay Packers nel 1985 |
| --- |
| Quarterback - 12 Lynn Dickey - 17 Joe Shield - 16 Randy Wright - 18 Jim Zorn Running Back - 33 Jessie Clark - 42 Gary Ellerson - 31 Gerry Ellis - 25 Harlan Huckleby - 40 Eddie Lee Ivery - 35 Del Rodgers Wide Receiver - 88 Preston Dennard - 85 Phil Epps - 80 James Lofton - 87 Walter Stanley Tight End - 82 Paul Coffman - 86 Ed West Offensive Linemen - 58 Mark Cannon C - 65 Ron Hallstrom G - 74 Tim Huffman G - 68 Greg Koch T - 60 Blake Moore C - 57 Rich Moran G - 75 Ken Ruettgers T - 67 Karl Swanke T - 70 Keith Uecker G Defensive Linemen - 93 Robert Brown DE - 77 Mike Butler DE - 76 Alphonso Carreker DE - 79 Donnie Humphrey DT - 90 Ezra Johnson DE - 94 Charles Martin DT - 71 Mark Shumate DT Linebacker - 59 John Anderson - 52 George Cumby - 99 John Dorsey - 91 Brian Noble - 51 Guy Prather - 55 Randy Scott Defensive Back - 24 Mossy Cade CB - 23 Chuck Clanton - 41 Tom Flynn FS - 27 Gary Hayes CB - 43 Daryll Jones S - 26 Tim Lewis CB - 22 Mark Lee CB - 37 Mark Murphy SS - 29 Ken Stills CB Special Team - 17 Don Bracken P - 10 Al Del Greco K - 11 Joe Prokop P Lista delle riserve - -- Tony DeLuca DE (NF-Ill.) - 50 Rich Wingo LB (IR) |
| Legenda - I rookie sono in corsivo. - Il primo ruolo è il principale mentre gli eventuali successivi indicano i ruoli secondari. - (IR) sta per Injured Reserve ed indica la lista ristretta per un solo giocatore infortunato che può tornare ad allenarsi dopo la settimana 6 e a rientrare in prima squadra dopo che questa ha giocato 8 partite. - (NF-Inj.) / (NF-Ill.) stanno rispettivamente per Non-Football Injured e Non-Football Illness ed indicano le liste dove viene inserito un giocatore che ha un infortunio o una malattia non dipendente dal football americano. - (PUP) sta per Physically Unable to Perform ed indica la lista dove viene inserito un giocatore mentre è in attesa di recuperare la condizione fisica. Nella stagione regolare dopo la sesta partita giocata dalla propria squadra, il giocatore ha tempo tre settimane per riprendere ad allenarsi, più tre settimane aggiuntive dal suo rientro agli allenamenti per rientrare in prima squadra. |

## Calendario
| Stagione regolare |              |                         |           |        |                              |         |
| Turno             | Data         | Avversario              | Risultato | Record | Stadio                       | Sintesi |
| 1                 | 8 settembre  | at New England Patriots | S 20–26   | 0–1    | Sullivan Stadium             | Recap   |
| 2                 | 15 settembre | New York Giants         | V 23–20   | 1–1    | Lambeau Field                | Recap   |
| 3                 | 22 settembre | New York Jets           | S 3–24    | 1–2    | Milwaukee County Stadium     | Recap   |
| 4                 | 29 settembre | at St. Louis Cardinals  | S 28–43   | 1–3    | Busch Memorial Stadium       | Recap   |
| 5                 | 6 ottobre    | Detroit Lions           | V 43–10   | 2–3    | Lambeau Field                | Recap   |
| 6                 | 13 ottobre   | Minnesota Vikings       | V 20–17   | 3–3    | Milwaukee County Stadium     | Recap   |
| 7                 | 21 ottobre   | at Chicago Bears        | S 7–23    | 3–4    | Soldier Field                | Recap   |
| 8                 | 27 ottobre   | at Indianapolis Colts   | S 10–37   | 3–5    | Hoosier Dome                 | Recap   |
| 9                 | 3 novembre   | Chicago Bears           | S 10–16   | 3–6    | Lambeau Field                | Recap   |
| 10                | 10 novembre  | at Minnesota Vikings    | V 27–17   | 4–6    | Hubert H. Humphrey Metrodome | Recap   |
| 11                | 17 novembre  | New Orleans Saints      | V 38–14   | 5–6    | Milwaukee County Stadium     | Recap   |
| 12                | 24 novembre  | at Los Angeles Rams     | S 17–34   | 5–7    | Anaheim Stadium              | Recap   |
| 13                | 1 dicembre   | Tampa Bay Buccaneers    | V 21–0    | 6–7    | Lambeau Field                | Recap   |
| 14                | 8 dicembre   | Miami Dolphins          | S 24–34   | 6–8    | Lambeau Field                | Recap   |
| 15                | 15 dicembre  | at Detroit Lions        | V 26–23   | 7–8    | Pontiac Silverdome           | Recap   |
| 16                | 22 dicembre  | at Tampa Bay Buccaneers | V 20–17   | 8–8    | Tampa Stadium                | Recap   |

Note: gli avversari della propria division sono in grassetto.

## Classifiche
| NFL Central          |    |    |   |      |     |      |     |     |     |
|                      | V  | S  | P | %    | DIV | CONF | PF  | PS  | STR |
| Chicago Bears(1)     | 15 | 1  | 0 | .938 | 8–0 | 12–0 | 456 | 198 | V3  |
| Green Bay Packers    | 8  | 8  | 0 | .500 | 6–2 | 8–4  | 337 | 355 | V2  |
| Minnesota Vikings    | 7  | 9  | 0 | .438 | 3–5 | 5–9  | 346 | 359 | S2  |
| Detroit Lions        | 7  | 9  | 0 | .438 | 2–6 | 5–7  | 307 | 366 | S3  |
| Tampa Bay Buccaneers | 2  | 14 | 0 | .125 | 1–7 | 2–10 | 294 | 448 | S4  |